# Академия делла Круска
Академия делла Кру́ска (итал. Accademia della Crusca) — академическое учреждение в Италии, которое состоит из знатоков и экспертов в области лингвистики и филологии итальянского языка. Академия, первоначально не имевшая официального характера, является в настоящее время наиболее престижным итальянским лингвистическим учреждением и регулятором итальянского языка. Штаб-квартира академии находится на окраине Флоренции.

## Исторический очерк
Создана во Флоренции в 1583 году. В группу основателей Академии входили Джованни Баттиста Дети, Антон Франческо Граццини, Бернардо Каниджани, Бернардо Дзанкини и Бастиано де Росси; к ним присоединился филолог Леонардо Сальвиати. Создатели Академии задались целью поддерживать чистоту итальянского языка.
Название академии происходит от crusca (с итал. — «отруби») и связано с её пуристской методологической установкой — стремлением очистить итальянский язык от всего наносного, неграмотного. Претенденту, который удостоивался звания академика, присваивалось особое прозвище (например, для А. Ф. Граццини — Lasca, Дж. Б. Дети — Sollo, Л. Сальвиати — Infarinato, Дж. Барди — Incruscato и т. д.) и вручался символический мельничий совок. На совке писали имя новопосвящённого академика, его личный девиз (главным образом из Данте или Петрарки) и помещали цветной рисунок, символизирующий его вклад в общее дело, род деятельности и т. п.
Опубликованный академиками в 1612 году Vocabolario degli Accademici della Crusca стал первым словарём итальянского языка и послужил в качестве лексикографического образца для французского, испанского, немецкого и английского языков.

### Вклад Наполеона
Академия делла Круска была упразднена в 1783 году, затем была восстановлена Наполеоном Бонапартом в 1811 году после борьбы, целью которой было навязать французский язык в герцогстве Тоскана, доверенном его сестре. 9 апреля 1809 года Наполеон своим декретом (из дворца Тюильри) предоставляет тосканцам право говорить на их собственном языке. В этом декрете он уточняет, что «итальянский язык сможет использоваться в Тоскане вместе с французским языком в трибуналах, нотариальных актах и в частных документах». Он также утверждает создание ежегодной премии в 500 наполеонов, «которая будет даваться […] авторам, работы которых внесут наиболее эффективный вклад в поддержание итальянского языка во всей его чистоте». Декретом от 9 января 1811 года восстанавливается Академия делла Круска, обязанная в частности, заниматься «пересмотром словаря итальянского языка и сохранением его чистоты».

### Современная структура
Ныне Академия включает 15 членов, из которых как минимум шесть должны проживать во Флоренции, где находится штаб-квартира Академии. Кроме 15 членов Академии, могут быть ассоциированы 15 итальянских корреспондентов и 15 иностранных корреспондентов. Президент Академии — Клаудио Мараццини.
С 1972 года академия размещается на медицейской Вилле Кастелло (ранее пригород, ныне окраина Флоренции). Для посетителей открыт музей академии с историческими артефактами, в том числе, в Sala delle Pale музея выставлены более 150 уникально декорированных совков академиков.